# Frederik Imbo
Frederik Imbo (Menen, 28 oktober 1975) is een Vlaamse spreker, communicatiecoach en acteur.

## Biografie
Imbo groeide op in Sint-Eloois-Vijve. Zijn middelbare school legde hij af in het Heilig Hartcollege in Waregem en vervolgens in de kunsthumaniora van Brussel. Hij studeerde af aan het Conservatorium van Gent, afdeling toneel in 1997.
Sinds 2005 is hij actief als communicatiecoach en spreker. Daarvoor behaalde hij een master in Neurolinguïstisch programmeren (2006) en transpersoonlijke coaching en counseling (2008). Hij studeerde Verbindende communicatie (2009-2011) in Nederland en volgde een 'International intensive training non violent communication' (2011) in de VS bij Marshall Rosenberg, de grondlegger van non-violent communication. Voorts is Frederik Imbo practitioner Insights Discovery (2020), een concept dat de psychologische voorkeuren van ieder mens in kaart brengt, gebaseerd op het gedachtegoed van Carl Gustav Jung.
Als oprichter van Imboorling creëerde hij een reeks interactieve presentaties en workshops die hij en zijn team brengen voor bedrijven, scholen, overheden, verenigingen en op congressen. De producties hebben als doel het stimuleren van persoonlijke groei en het verbeteren van face-to-face-communicatie.
Hij coacht geregeld politici, bedrijfsleiders en sprekers om hun impact te vergroten.
In zijn vrije tijd is Frederik voetbalscheidsrechter bij de KBVB in eerste Provinciale. 

## How not to take things personally?
In 2019 bracht hij de TEDx-talk How not to take things personally?, die met meer dan 20 miljoen views de meest bekeken Belgische TED-talk ooit is. Wereldwijd staat de talk op de 29ste plaats. 

## Programma's

### Film
- september 2007: rol van Maxime in Aanrijding in Moscou
- september 2005: Harry Potter en de Vuurbeker, stemwerk: rol van Viktor Kruml in Vlaamse versie
- oktober 2003: Brother Bear: Disneyfilm, stemwerk: rol van Denahi in Vlaamse versie
- februari 2001: Keizer Kusco: Disneyfilm, stemwerk: rol van Kronk in Vlaamse versie
- juli 1999: Deuxième quinzaine de juillet: rol van Wim
- juli 1998: Le destin des Steenfort: rol van Michaël Fenton

### Televisie
- 2014-2015: gastrol (inspecteur Hoste) in Familie, VTM
- 2011-2013: continuity voice van Vitaya
- april 2010 en augustus 2009: stemwerk voor Kabaal in de stal, Ketnet
- april 2009: gastrol in LouisLouise, VTM
- maart 2009: gastrol (William Dufour) in Aspe, VTM
- september 2007: gastrol (winkelmanager) in Sara, VTM
- september 2007: Mr Moneymaker voor ING op JimTV
- zomer 2006 & 2007: presentatie rubriek Mag ik eens iets vragen? in 1000 zonnen en garnalen, één
- april 2004: gastrol (reporter) in De kotmadam, VTM
- 2004-2007: freelance reporter voor Karrewiet; Ketnet
- maart 2003: gastrol (meester Bart Soens) in Wittekerke; VTM
- januari 2003: gastrol (Jean-Louis Michel) in Samson en Gert; TV1
- januari 2003: gastrol Otten; VTM
- december 2002: gastrol (Jan Dottermans) in Sedes en Belli; TV1
- november 2002: gastrol (Kevin Raeman) in Flikken; TV1
- juni 2002: presentatie De Leugendetector; VT4
- februari 2002: stemwerk voor tv-serie Peperbollen; Ketnet
- november 2001: gastrol in Spoed; VTM
- april 2001: gastrol (schilder) in Alexander; TV1
- september 2000: gastrol (Frank) inSpoed; VTM
- september 2000-2003: presentatie sportuitzending ATV
- januari-september 2000: presentatie + reportages talkshow Eclips, Event tv
- januari-februari 2000: gastrol (Steve Desmyter) in Thuis; TV1
- september 1999: gastrol (Julien) in Engeltjes; VT4
- oktober 1998: gastrol Deman; VTM
- maart-juni 1998; vaste rol (Matthias) in Alle maten; TV1
- januari 1998: gastrol (Mike) in De kotmadam; VTM
- december 1997: gastrol (binnenhuisarchitect) in Wittekerke; VTM
- november- december 1997: hoofdrol (David) in regionale soap Westsyde; Focus-WTV
- september 1997: gastrol in Wat nu weer...; VTM
- mei 1997: finalist van U hoort nog van ons; TV1
- januari 1997: gastrol (minnaar Sabine Appelmans) in Schalkse Ruiters; TV1
- 1994-2000: presentatie- en reportage-opdrachten voor Focus-WTV

### Theater
- 2006: Villanella: herneming Licht aan aub!
- 2003-2004: Villanella: Licht aan aub!
- 2001: MusicHall: Camelot: understudy-rol Mordred
- 2001: Ben de Musical: rol van Ronny
- 2000: Klein Barnum: Bedrijfzand
- 1999: Spelend lid van de Belgische Improvisatieliga
- 1998: NTG: Peter Pan
- 1997: NTG: Het oneindige verhaal
- 1997: Victoria: Hotel het verloren kind
- 1996: Kopergietery: Kerstwintercircus
- 1996: ARCA: Vriend van Verdienste